# Christian Holst
Christian Lamhauge Holst (ur. 25 grudnia 1981 w Svendborg). Reprezentant Wysp Owczych, ofensywny pomocnik lub napastnik.

## Kariera klubowa
Christian piłkarską karierę rozpoczynał od małego, duńskiego, Thurø BK. W 2001 roku podpisał zawodowy kontrakt ze Svendborg fB. Grał tam do 2003 roku i przeniósł się do Lyngby BK. Był największą gwiazdą tego klubu. Spędził tam aż 5 sezonów. Jednak w 2008 roku zdecydował się na transfer do Silkeborg IF. Podpisał kontrakt do 30 czerwca 2011.
06.10.2015 33-letni Christian Holst poinformował, że po zakończeniu eliminacji do Euro 2016 pożegna się z reprezentacją Wysp Owczych.

## Kariera reprezentacyjna
W reprezentacji Wysp Owczych Holst rozegrał 50 spotkań i strzelił 6 goli.